# علی شاه‌حاتمی
علی شاه‌حاتمی (زاده ۱۳۳۹ در تهران) کارگردان و نمایشنامه‌نویس ایرانی‌ست. وی فعالیت هنری را در سینما با بازیگری و کارگردانی در فیلم‌های کوتاه آغاز کرد. از فعالیت‌های او می‌توان به ساخت سریال‌های تلویزیونی اشاره کرد که سریال تلویزیونی خوش‌رکاب و خوش‌غیرت از پرمخاطب‌ترین سریال‌های او به‌شمار می‌آیند. او در چند سخنرانی و مصاحبه به انتقاد از فیلم اخراجی‌ها پرداخت.

## سینما

### کارگردان
- تورقوزآباد (۱۳۹۸)
- مذاکرات مستقیم آقای عبدی (۱۳۹۳)
- رؤیای سینما (۱۳۹۰)
- پرواز مرغابی‌ها (۱۳۸۸)
- آوای زندگی (۱۳۸۷)
- کولی (۱۳۸۱)
- ترکش‌های صلح (۱۳۷۹)
- دوستان (۱۳۷۸)
- لاک‌پشت (۱۳۷۵)
- آخرین شناسایی (۱۳۷۲)
- پرنده آهنین (۱۳۷۰)
- تعقیب سایه‌ها (۱۳۶۹)
- گودال (۱۳۶۷)

### نویسنده
- تورقوزآباد (۱۳۹۸)
- مذاکرات مستقیم آقای عبدی (۱۳۹۳)
- رؤیای سینما (۱۳۹۰)
- پرواز مرغابی‌ها (۱۳۸۸)
- آوای زندگی (۱۳۸۷)
- کولی (۱۳۸۱)
- ترکش‌های صلح (۱۳۷۹)
- دوستان (۱۳۷۸)
- لاک‌پشت (۱۳۷۵)
- بلوف (۱۳۷۲)
- سجاده آتش (۱۳۷۲)
- گودال (۱۳۶۷)

### تهیه‌کننده
- ماهان (۱۴۰۰)[۶]
- حرف آخر (۱۳۹۹)
- رؤیای سینما (۱۳۹۰)
- پرواز مرغابی‌ها (۱۳۸۸)
- آوای زندگی (۱۳۸۷)
- کولی (۱۳۸۱)

### بازیگر
- گذرگاه (۱۳۶۵)
- زنگ‌ها (۱۳۶۴)
- گورکن (۱۳۶۳)

## تلویزیون
- همسفر خورشید (۱۳۹۴)
- یاور (فیلم تلویزیونی) (۱۳۹۱)
- بوی خوش زندگی (۱۳۸۵)
- خوش‌غیرت (۱۳۸۳)
- او مثبت (۱۳۸۲)
- خوش‌رکاب (۱۳۸۱)